# Lucia Demetrius

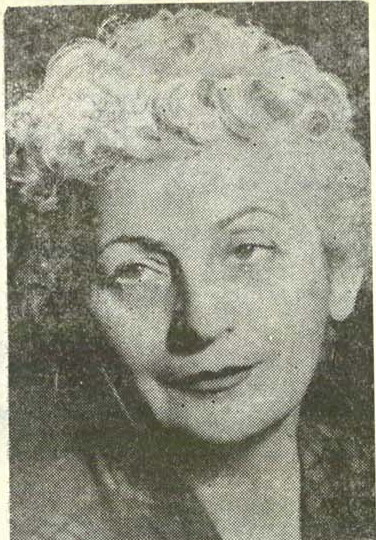
Lucia Aurora Demetrius (1985)

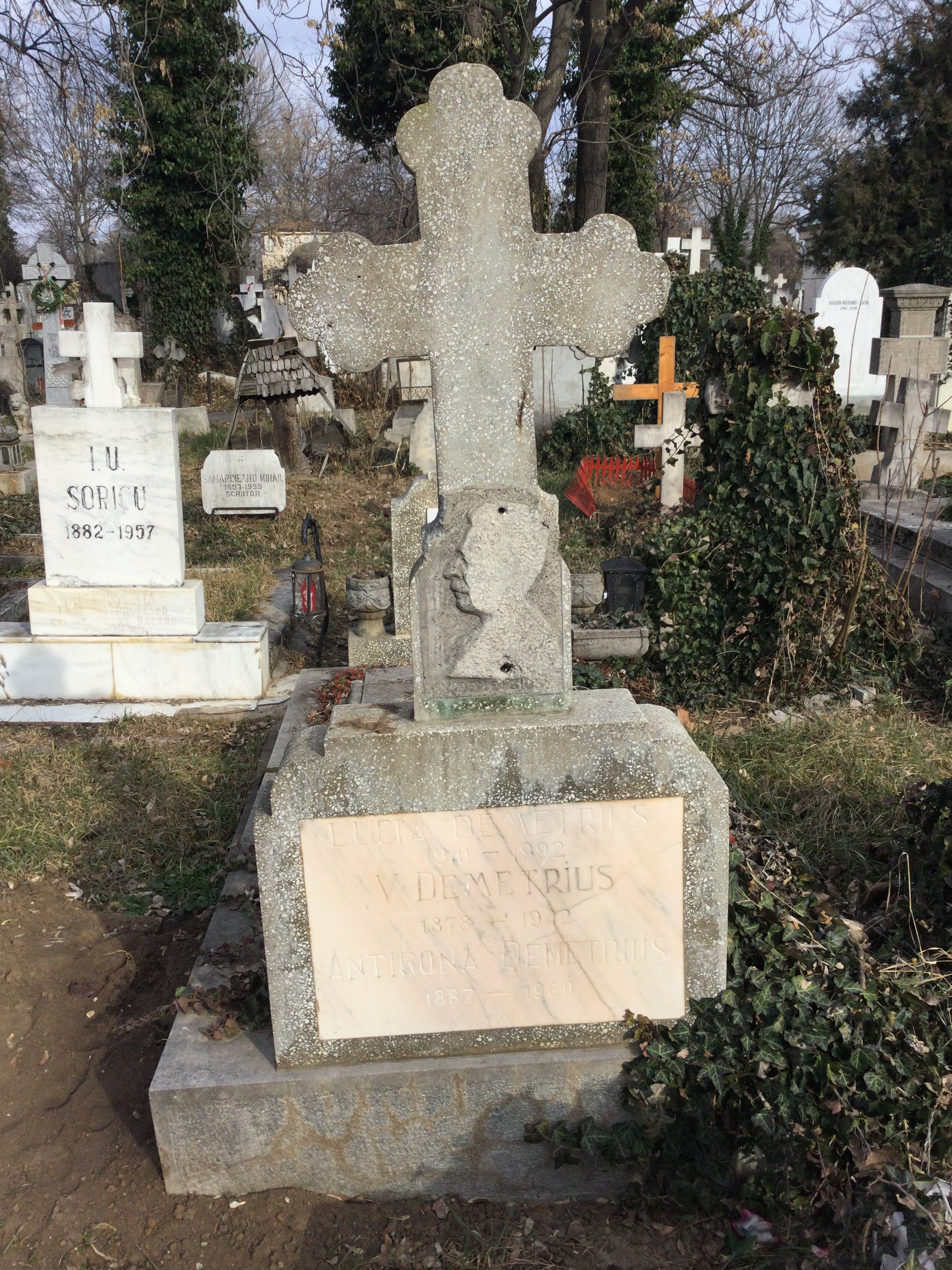
Grabstein auf dem Cimitirul Șerban Vodă

Lucia Aurora Demetrius (* 16. Februar 1910 in Bukarest; † 29. Juli 1992 ebenda) war eine rumänische Romanautorin, Dichterin, Dramatikerin und Übersetzerin.

## Leben
Lucia Demetrius war die Tochter des Schriftstellers Vasile Demetrius und seiner Frau Antigona (geb. Rabinovici), einer getauften Jüdin. Der Vater hatte während seiner Zeit auf dem Colegiul Național „Sfântul Sava“ din București Ion Duca kennengelernt, der Demetrius’ Patenonkel wurde. Sie hatte zahlreiche Geschwister und die Familie war sehr arm. Von 1921 bis 1928 besuchte sie die elitäre Școala Centrală Maria Brâncoveanu, deren Direktorin, die zu ihrer Mentorin wurde, die Witwe von Barbu Ștefănescu Delavrancea war. Anschließend besuchte sie die Universität Bukarest, wo sie Abschlüsse in Literatur (1931) und Philosophie (1932) erwarb. Von 1928 bis 1931 studierte sie an der Nationaluniversität der Theater- und Filmkunst „Ion Luca Caragiale“ und hatte Ion Manolescu als Lehrer. Sie gehörte zum literarischen Zirkel Sburătorul. Nachdem sie Ion Marin Sadoveanu um Hilfe bei der Arbeitssuche gebeten hatte, vermittelte der sie als Schauspielerin nach Czernowitz. Kleinere Rollen spielte sie dann auch in Brașov und Bukarest.
Demetrius gab ihr Theaterdebüt bei der von George Mihail Zamfirescu 1932 gegründeten Truppe 13+1, zu dem sie eine unerwiderte Liebe entwickelte. Sie galt als zu affektiert in ihrem Stil, um eine erfolgreiche Schauspielerin zu werden, und verließ die Bühne nach einer letzten Rolle in einem Stück von Ferdinand Bruckner. 1934 begann sie ein Studium der Ästhetik in Paris, wo sie bei Charles Lalo promovieren wollte, kehrte aber bald wieder nach Rumänien zurück. Ein versprochenes Stipendium war nicht eingetroffen, und ihr fehlten die Mittel, um ihren Lebensunterhalt zu bestreiten; außerdem war sie desillusioniert und krank. Von 1936 bis 1941 arbeitete sie als Sekretärin in den Büros von Nicolae Malaxa, der ihr eine Reise nach Italien ermöglichte. Während des Zweiten Weltkriegs und der damit einhergehenden antijüdischen Gesetze befürchtete sie aufgrund ihrer Herkunft Verfolgung. Obwohl ihr Name von einem Theaterplakat entfernt wurde, auf dem sie als Übersetzerin aufgeführt war, durfte sie sich einer großen Gruppe von Schriftstellern anschließen, die an der Einweihung des rumänischen Theaters in Odessa, der Hauptstadt des Gouvernements Transnistrien, teilnahmen. Während des Krieges arbeitete sie als Krankenschwester in einem Krankenhaus für verwundete Soldaten, das sich in ihrem ehemaligen Schulgebäude befand; diese Tätigkeit wurde später von der Kommunistischen Partei Rumäniens kritisiert. Von 1944 bis 1949 unterrichtete sie am Arbeiterkonservatorium, war von 1946 bis 1949 erste Pressesekretärin im Informationsministerium und arbeitete von 1950 bis 1952 als Theaterdirektorin in Sibiu, Brașov und Bacău.

## Literarisches Werk
Ihr Debüt als Schriftstellerin gab sie 1933 mit Artikeln und literarischen Fragmenten in Rampa und Adevărul literar și artistic. Sie schrieb für Vremea und für linke Publikationen wie Cuvântul liber und rezensierte Theaterstücke für Rampa und Evenimentul. Ihr erster Roman war Tinerețe aus dem Jahr 1936, der mit Hilfe und Unterstützung von Camil Petrescu veröffentlicht wurde und von Eugen Lovinescu positiv rezensiert, von George Călinescu jedoch entschieden negativ bewertet wurde.  Es folgten Marea fugă (1938), Primăvara pe Târnave (zwei Bände, 1960–1963) und Lumea începe cu mine (1968). Ihr erstes Theaterstück, Turneu în provincie, erschien 1946. Mit Cumpăna (1949), Vadul nou (1951), Premiera (1952), Oameni de azi (1952), Trei generații (1956) und Vlaicu și feciorii lui (1959) sowie einer großen Anzahl von Einaktern wurde sie zu einer der produktivsten rumänischen Dramatikerinnen ihrer Zeit.
Sie war eine führende Vertreterin des sozialistischen Realismus und wurde vom kommunistischen Regime sehr geschätzt. Zu ihren Kurzgeschichtensammlungen gehören  Destine (1939), Album de familie (1945), Oglinda (1957), Nunta Ilonei (1960), Făgăduielile (1964), La ora ceaiului (1970), Întoarcerea la miracol (1974), Te iubesc, viață (1984) und Plimbare în parcul liniștit (1987); außerdem verfasste sie 1971 den Band Acuarele („Reisenotizen“). Zu den von ihr in Rumänische übersetzten Autoren gehören William Shakespeare, Charles Perrault, Gustave Flaubert, Victor Hugo, Honoré de Balzac, Alexandre Dumas der Ältere, Ivan Turgenev, Guy de Maupassant, Konstantin Sergejewitsch Stanislawski, Marcel Achard, Witali Walentinowitsch Bianki, Ivan Bunin, Julien Green und Louis Bromfield.
Sie wurde 1951 mit dem Rumänischen Staatspreis ausgezeichnet und erhielt 1971 den Kultur-Verdienst-Orden II. Klasse „für herausragende Verdienste beim Aufbau des Sozialismus, anlässlich des 50. Jahrestages der Gründung der Kommunistischen Partei Rumäniens“.
Ihre Memoiren, die sie mit Unterbrechungen zwischen 1975 und 1991 schrieb, umfassen mehr als 500 Seiten und erschienen 2005.

## Weitere Literatur
- Elena Ruxandra Petre: Lucia Demetrius: ascensiunea și declinul unei scriitoare. Editura Magic Print, Oneşti 2009, ISBN 978-973-1738-36-9.
- Florian Saiu: Lucia Demetrius, aripi roșii de scriitoare. Jurnalul.ro, 2. August 2022, abgerufen am 7. Februar 2023.